# Marcos Emanuel Salvator da Áustria
Mag. Marcos Emanuel Salvator da Áustria (2 de abril de 1946) é um membro do ramo toscano da Casa de Habsburgo-Lorena.

## Família
Marcos Emanuel é um arquiduque austríaco, filho do Huberto Salvator da Áustria, terceiro filho do arquiduque Francisco Salvador da Áustria e sua esposa Maria Valéria da Áustria, e da sua esposa, a arquiduquesa Rosemary de Salm-Salm. Markus Emanuel e sua família moram em Bad Ischl na Áustria.

## Casamento e filhos
Markus se casou no dia 30 de dezembro de 1982, em Viena, com a senhorita Hilde Jungmayr. Hildegard e Markus Emanuel Salvator eles têm três filhos juntos:
- Valentim Salvator Marcos (30 de julho 1983)
- Maximiliano Salvator (28 de dezembro 1984)
- Madalena Maria Sófia Rosemary (7 de março 1987)

## Condecorações
- Medalha Memorial da Árvore da Paz. Prémio internacional da paz concedido pela organização não governamental eslovaca Servare et Manere.[5]